# Afrovivella semiensis
Afrovivella semiensis – gatunek z monotypowego rodzaju roślin Afrovivella należącego do rodziny gruboszowatych (Crassulaceae). Występuje w cienistych miejscach na skałach Wyżyny Abisyńskiej.

## Morfologia
PokrójByliny z wąskim korzeniem palowym, z płaskimi przyziemnymi różyczkami liści, często z potomnymi rozetami wyrastającymi z boków.
LiścieZebrane w rozety, łopatkowate, nagie lub krótko owłosione gruczołowato, na brzegu szczeciniaste.
KwiatyZebrane w 1–5-kwiatowy kwiatostan wyrastający bocznie z kąta liścia. Kwiatostan brązowo owłosiony gruczołowato. Kwiaty 5–7-krotne. Białe płatki zrosłe u dołu tworzą dzwonkowaty okwiat, płatki od zewnątrz są ogruczolone i czerwono nabiegłe.